# 로스앤젤레스 메트로 B선

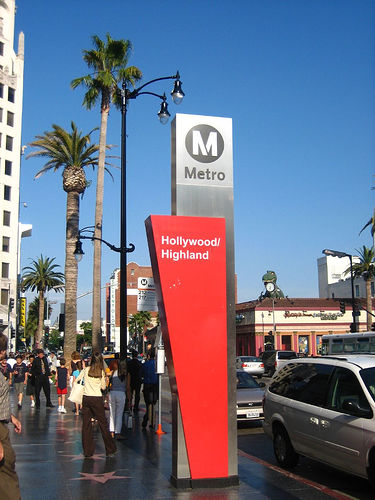
할리우드 관광 명소의 중심부에 위치한 할리우드/하이랜드역의 폴사인

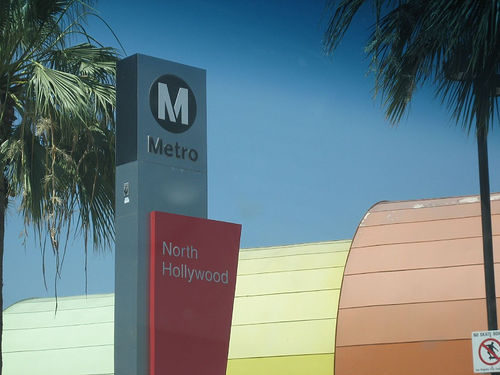
샌퍼넌도밸리에 위치한 B선 북쪽 종착역인 노스할리우드역의 폴사인

로스앤젤레스 메트로 B선 (Los Angeles Metro B Line)은 미국 캘리포니아의 로스앤젤레스에 있는 도시철도 노선이다. 할리우드(Hollywood)와 미드윌셔(Mid-Wilshire) 지구를 경유하여 다운타운 로스앤젤레스와 노스할리우드 간을 운행한다. 노스할리우드에서 채스워스(Chatsworth)행 워너센터(Warner Center)의 역에서 G선(간선급행버스체계)과 환승할 수 있다. 로스앤젤레스 교통국이 운영하는 노선이다.
메트로레일 도시철도 시스템을 구성하는 여섯 개의 노선 중 하나인 B선은, 1993년에서 2000년 사이에 단계적으로 개통했다. 로스앤젤레스 메트로 D선과 함께 두 개의 중전철 노선이 합쳐져, LA 메트로 노선 중 가장 혼잡한 노선을 구성한다. 2013년 10월 기준 기준, B선과 D선을 합친 이용객 수는 평일 평균 169,478명이다.
B선은 원래 로스앤젤레스 광역철도 빨간선 (Los Angeles Metro Red Line), 또는 로스앤젤레스 메트로 레드 라인에서 할리우드 지선이 포함된 노선이었다. 2006년, 빨간선의 다른 지선은 보라선(Purple Line)으로 지정되었다. 2020년에 메트로는 모든 노선명을 문자와 색상을 사용하여 변경하였고, 빨간선은 "B선"으로(노선 기호에 빨간색은 유지), 보라선은 "D선"으로 변경했다.

## 운행 정보

### 경로
B선은 총 길이 16.4-마일 (26.4 km)의 노선으로, 유니언역에서 시작하여 다운타운 로스앤젤레스를 통해 남서쪽으로 이동하여 시빅 센터, 퍼싱 스퀘어(히스토릭 코어 인근) 및 금융 지구를 통과한다. 7번가/메트로센터에서 메트로 A선과 메트로 E선으로 환승할 수 있다. 여기에서 열차는 7번가와 윌셔 대로(간단히 잉그함가(Ingraham Street))에서 서쪽으로 피코-유니언과 웨스트레이크를 거쳐, 미드윌셔/코리아타운 지구의 윌셔/버몬트역에 이른다. 이 시점까지, 노선은 메트로 D선과 공유된다. (윌셔/버몬트역에서 2개의 노선이 분기한다.)
여기에서 B선은 버몬트를 따라 북쪽으로 간 다음 할리우드 대로(Hollywood Boulevard)를 따라 서쪽으로 이동하여 코리아타운과 할리우드를 지난다. 마지막으로, 노선은 북서쪽을 향해 샌퍼넌도밸리을 횡단하고 노스할리우드에서 종착한다.
이 경로는 미국 전차 스캔들에서 해체된 구 레드카 시스템의 지선과 일치한다.

### 열차 시간
열차는 오전 4시 30분에서 익일 오전 1시 사이에 있다. 금요일과 토요일 밤에는 익일 아침 2시까지 열차가 운행된다. 첫차 및 막차 시간은 다음과 같다.
노스할리우드 착발
동행(Eastbound)
- 유니언역행 첫차: 오전 4:31
- 유니언역행 막차: 오전 12:54 (금,토요일 밤 한정 오전 1:56)

서행(Westbound)
- 노스할리우드행 첫차: 오전 4:30
- 노스할리우드행 막차: 오전 12:17 (금,토요일 밤 한정 오전 2:12)

### 배차 간격
B선의 열차는 월요일부터 금요일까지의 혼잡 시간대에 10분마다 운행된다. 주중 낮에는 12분마다, 오전 10시 이후의 주말에는 전시간 (토요일과 일요일 아침 일찍 15분간의 지연이 있음) 운행한다. 야간 운행 시간은 10-20분이다. D선과 연결되어 유니언 역과 윌셔/버몬트 사이의 통로가 반으로 줄었으므로 B/D선 공용 노선 운행은 시간 내내 5분에서 10분 정도 운행한다.

## 역 목록
| 역명                                                 | 지상/ 지하 | 접속 노선   | 자전거 보관소 | 주차장 | 소재지       | 소재지                                     |
| ---------------------------------------------------- | ---------- | ----------- | ------------- | ------ | ------------ | ------------------------------------------ |
| 유니언역 Union Station                               | 지하       | D선 L선     |               |        | 로스앤젤레스 | 다운타운 로스앤젤레스 Downtown Los Angeles |
| 시빅센터/그랜드파크 Civic Center                     | 지하       | D선         |               |        | 로스앤젤레스 | 다운타운 로스앤젤레스 Downtown Los Angeles |
| 퍼싱스퀘어 Pershing Square                           | 지하       | D선         |               |        | 로스앤젤레스 | 다운타운 로스앤젤레스 Downtown Los Angeles |
| 7가/메트로센터 7th Street/Metro Center               | 지하       | D선 A선 E선 |               |        | 로스앤젤레스 | 다운타운 로스앤젤레스 Downtown Los Angeles |
| 웨스트레이크/맥아터공원 Westlake/MacArthur Park      | 지하       | D선         |               |        | 로스앤젤레스 | 웨스트레이크 Westlake                      |
| 윌셔/버몬트 Wilshire/Vermont                         | 지하       | D선         |               |        | 로스앤젤레스 | 코리아타운 Koreatown                       |
| 버몬트/비버리 Vermont/Beverly                        | 지하       |             |               |        | 로스앤젤레스 | 로스앤젤레스 Los Angeles                   |
| 버몬트/산타모니카 Vermont/Santa Monica               | 지하       |             |               |        | 로스앤젤레스 | 로스앤젤레스 Los Angeles                   |
| 버몬트/선셋 Vermont/Sunset                           | 지하       |             |               |        | 로스앤젤레스 | 이스트할리우드 East Hollywood              |
| 할리우드/웨스턴 Hollywood/Western                    | 지하       |             |               |        | 로스앤젤레스 | 이스트할리우드 East Hollywood              |
| 할리우드/바인 Hollywood/Vine                         | 지하       |             |               |        | 로스앤젤레스 | 할리우드 Hollywood                         |
| 할리우드/하이랜드 Hollywood/Highland                 | 지하       |             |               |        | 로스앤젤레스 | 할리우드 Hollywood                         |
| 유니버설시티/스튜디오시티 Universal City/Studio City | 지하       |             |               |        | 로스앤젤레스 | 스튜디오시티 Studio CIty                   |
| 노스할리우드 North Hollywood                         | 지하       | G선         |               |        | 로스앤젤레스 | 노스할리우드 North Hollywood               |

## 운영

### 유지 시설

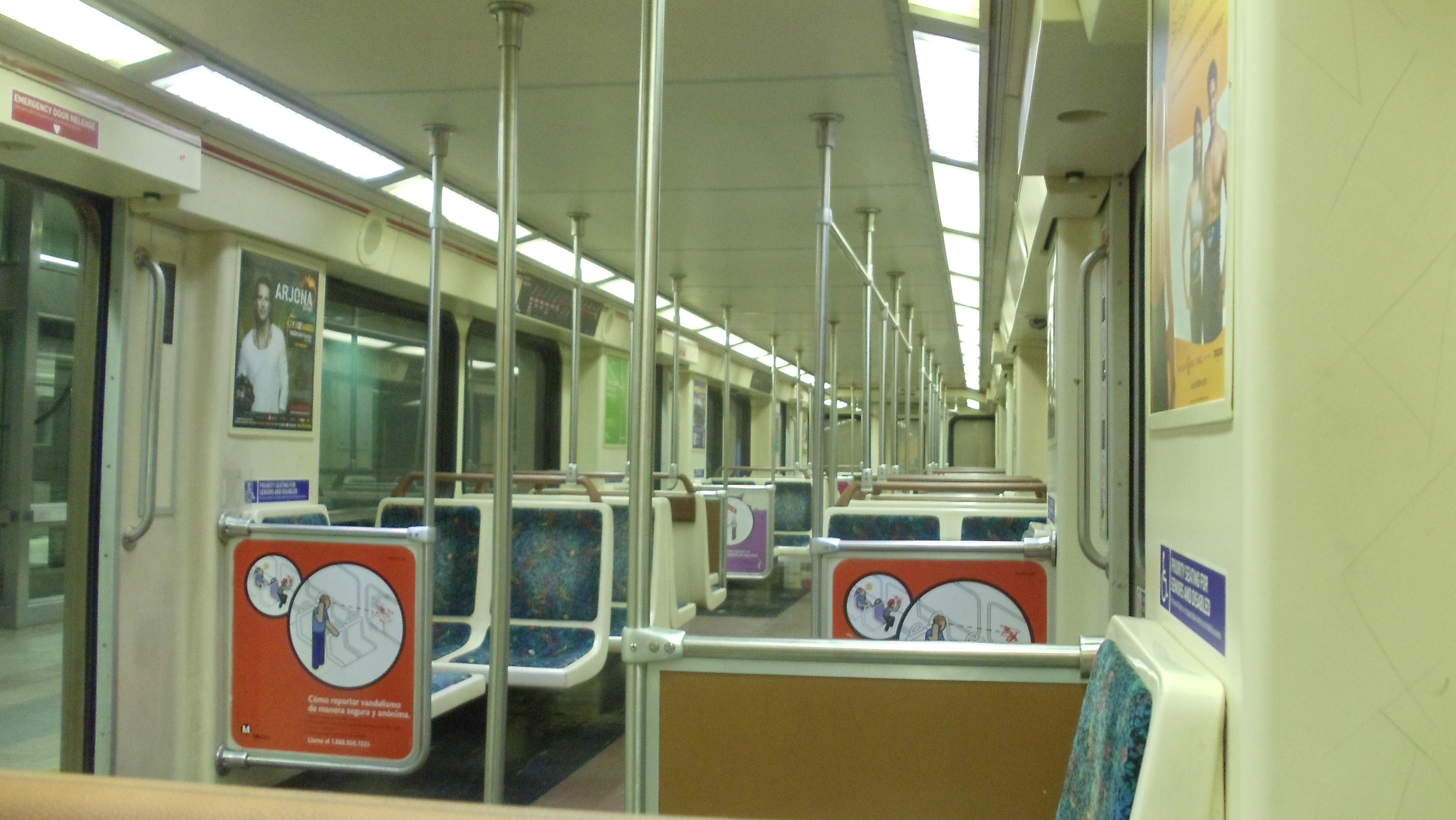
메트로 B선의 차량 내부. 메트로 B/D선은 모두 안살도브레다 A650 차량을 사용한다.

B선은 다운타운 로스앤젤레스의 320 사우스 산타페 애비뉴(South Santa Fe Avenue)에 위치한 Division 20 Yard(산타페 차량기지)에서 운영된다. 이 차량기지는 B선과 D선에 사용되는 차량을 주박하고 대규모 유지 보수가 이루어지는 곳이다. 차량은 유니언역을 계속 따라 가면서 이 차량기지에 도달하여 듀커뮨가(Ducommun Street)의 동쪽 종점에서 우회전 및 지상으로 올라간다. 그런 다음 남쪽으로 1번가로 가서 와싱역(washing station)을 지나 차량기지로 들어간다.

### 철도 차량
B선은 이탈리아의 브레다(Società Italiana Ernesto Breda)가 제조한 브레다 A650 75-피트 (23 m) 전기 동력분산식 열차를 사용한다. 출퇴근 시간대에는 6량 1편성으로 운행되며, 그외 시간대에는 4량 1편성으로 운행된다. #530 이상의 전동차 가속도는 제너럴 일렉트릭 견인 전동기를 사용하기 때문에 워싱턴 메트로에서 사용하는 전동차의 가속도와 비슷하다. 다운타운 로스앤젤레스의 로스앤젤레스강과 나란히 있는 4번가 근처 산타페 애비뉴(Santa Fe Avenue)의 메트로 야드(Metro yard)에서 차량을 유지 관리한다.
2017년 3월, 메트로는 새로운 중국중차 HR4000 철도 차량을 주문했으며, 일부는 2020년에 도입하여 B선에서 운행한다.

## 같이 보기
- 로스앤젤레스 카운티 메트로 레일